# Heloísa Helena Lima de Moraes Carvalho
Heloísa Helena Lima de Moraes Carvalho   (Pão de Açúcar, 6 de juny de 1962) és una infermera, professora i política brasilera. Va formar part de la cúpula fundacional del PSOL, partit amb el que es va presentar a les eleccions presidencials de 2006. El 2015 seria cofundadora del partit REDE.

## Biografia

### Partit dels Treballadors
Es va criar en una família humil d'Alagoas. Des de molt jove va estar lligada a moviments socials i sindicals, sempre en defensa de les minories i els segments socials més desfavorits. Infermera de carrera, va ser professora d'Epidemiologia de la Universitat Federal d'Alagoas, càrrec que va abandonar en la dècada del 1980 per a dedicar-se a la política, afiliant-se al Partit dels Treballadors (PT).
L'any 1992 va ser escollida vicealcaldessa de Maceió, capital d'Alagoas. Va ocupar el càrrec dos anys, i el 1995 va passar a ser diputada estatal, dedicant-se principalment a les àrees de salut, educació i reforma agrària. El 1998 va ser elegida senadora, representant el seu estat al Congrés Nacional pel PT des de febrer de 1999.
Amb la victòria de Lula da Silva -líder del PT- en les presidencials de 2002, es van accentuar les tensions ideològiques internes dins del partit. Heloísa Helena va liderar un quartet de dissidents d'esquerra dins del partit, acompanyada pels diputats João Batista Araújo "Babá", Luciana Genro i João Fontes. No estaven d'acord amb la política econòmica pragmàtica de Lula, molt conciliadora i massa pròxima al dictat dels Estats Units i a les directrius de l'FMI. El grup va començar a votar en contra de les decisions del govern, fins que finalment van ser expulsats del PT el 14 de desembre de 2003.

### Partit Socialisme i Llibertat
El 2004, els dissidents petistas van fundar un nou partit polític anomenat Partit Socialisme i Llibertat (PSOL). Des del seu escó del Senat, Heloísa Helena va ser molt crítica amb el govern de Lula, sobretot arran dels escàndols de corrupció que van sortir a la llum progressivament. També va formar part en les comissions parlamentàries formades per a investigar els escàndols. El juliol de 2006, el propi President es va declarar partidari d'una sèrie d'aliances d'ample espectre, admetent que en un eventual segon mandat continuaria implementant polítiques de centreesquerra. Això va tornar a distanciar més al PT del PSOL.
Aquell mateix any va ser candidata a la presidència del Brasil. Liderava el Front d'Esquerra, coalició formada pel PSOL, el Partit Socialista dels Treballadors Unificat) i el Partit Comunista Brasiler. Va ser la tercera llista més votada, amb el 6.85% dels sufragis.
El 2008, un any després de concloure el mandat de senadora, va aconseguir un escó de regidora a Maceió, càrrec que va revalidar el 2012. En ambdues ocasions, fou la més votada al municipi. Entre mig, va intentar optar novament al Senat, aquest cop sense èxit. Quan l'any 2010, el PSOL va anunciar que recolzaria Dilma Rousseff en el camí a la presidència, Heloísa va renunciar a la presidència del partit, que ocupava des de la fundació.

### Rede Sustentabilidade
Mica a mica es va anar distanciant de la nova directiva, fins que el 2015 es va saber que uniria forces amb Marina Silva per crear un nou partit, anomenat Rede Sustentabilidade (REDE). El 2020 va presentar-se a les eleccions municipals de Maceió, però no va obtenir l'escó. El 2021, va ser escollida coportaveu nacional de REDE, càrrec bianual.

## Posicions polítiques
El seu programa d'esquerra es basava en un discurs més contundent que el de Lula da Silva o el de la seva successora, Dilma Rousseff. Tenia un discurs més combatiu -titllat de radical pels mitjans de comunicació conservadors- i marcadament antiimperialista, oposant-se al pagament del deute extern, a l'anomenada globalització neoliberal i a totes les injustícies comeses pel capital. Predicava la lluita de classes i reivindicava un socialisme alineat amb les idees de Michel Pablo i Ernest Mandel.
Va mostrar el seu suport al Moviment dels Treballadors Rurals Sense Terra, defensava el desenvolupament sostenible i les ajudes per a les famílies pobres. En política exterior, va optar pel multilateralisme, oposant-se als abusos comesos pels Estats Units i la Unió Europea a l'Amèrica Llatina i altres parts del món.
Els seus principals referents polítics, segons ha declarat, són Rosa Luxemburg, Lleó Trotski i el Che Guevara.